# Cyanopterus striatus
Cyanopterus striatus är en stekelart som först beskrevs av Szepligeti 1913.  Cyanopterus striatus ingår i släktet Cyanopterus och familjen bracksteklar. Inga underarter finns listade i Catalogue of Life.